# 297 г. пр.н.е.
297 (двеста деветдесет и седма) година преди новата ера (пр.н.е.) е година от доюлианския (Помпилийски) римски календар.

## Събития

### В Гърция
- Царят на Македония Касандър умира и е наследен от своя син Филип IV Македонски, който заболява тежко месеци след като се е възкачил на трона.[1]
- Цар Пир си възвръща трона на молосите.[2]

### В Мала Азия
- Начало на царския период на Витиния след като Зипойт се обявява за цар.[3]

### В Римската република
- Консули са Квинт Фабий Максим Рулиан (за IV път) и Публий Деций Муз (за III път).
- Третата самнитска война:
  - Римляните побеждават апулите при Малвентум, опустошават земите на самнитите и превземат Циметра (Cimetra).[2]

## Починали
- Касандър, цар на Македония (роден 350 г. пр.н.е.)